# Алішань
23°21′ пн. ш. 120°48′ сх. д. / 23.35° пн. ш. 120.8° сх. д.
Алішань — гірська аборигенна волость у складі повіту Цзяї, Республіка Китай.

## Географія
Волость лежить на сході повіту. Розташована у межах однойменного гірського пасма у центрально-південній частині острова.

### Клімат
Громада знаходиться у зоні, котра характеризується морським кліматом. Найтепліший місяць — серпень із середньою температурою 14.4 °C (58 °F). Найхолодніший місяць — січень, із середньою температурою 6.7 °С (44 °F).
| Клімат Алішаня          | Клімат Алішаня | Клімат Алішаня | Клімат Алішаня | Клімат Алішаня | Клімат Алішаня | Клімат Алішаня | Клімат Алішаня | Клімат Алішаня | Клімат Алішаня | Клімат Алішаня | Клімат Алішаня | Клімат Алішаня | Клімат Алішаня |
| Показник                | Січ.           | Лют.           | Бер.           | Квіт.          | Трав.          | Черв.          | Лип.           | Серп.          | Вер.           | Жовт.          | Лист.          | Груд.          | Рік            |
| Абсолютний максимум, °C | 17             | 21             | 21             | 22             | 20             | 22             | 23             | 22             | 22             | 22             | 22             | 21             | 23             |
| Середній максимум, °C   | 11             | 11             | 14             | 15             | 16             | 17             | 18             | 18             | 18             | 17             | 15             | 12             | 16             |
| Середня температура, °C | 6              | 6              | 9              | 10             | 12             | 13             | 13             | 14             | 13             | 12             | 9              | 7              | 11             |
| Середній мінімум, °C    | 1              | 2              | 4              | 6              | 8              | 10             | 9              | 10             | 8              | 7              | 4              | 2              | 6              |
| Абсолютний мінімум, °C  | −5             | −6             | −2             | 0              | 0              | 7              | 5              | 6              | 5              | −1             | −3             | −7             | −7             |
| Норма опадів, мм        | 90             | 80             | 70             | 320            | 910            | 710            | 640            | 750            | 210            | 160            | 90             | 40             | 4130           |
| Днів з дощем            | 6              | 7              | 4              | 9              | 18             | 18             | 18             | 20             | 12             | 10             | 5              | 3              | 133            |
| Вологість повітря, %    | 78             | 84             | 82             | 86             | 90             | 91             | 90             | 92             | 89             | 87             | 79             | 80             | 86             |
| ----------------------- | -------------- | -------------- | -------------- | -------------- | -------------- | -------------- | -------------- | -------------- | -------------- | -------------- | -------------- | -------------- | -------------- |
| Джерело: Weatherbase    |                |                |                |                |                |                |                |                |                |                |                |                |                |